# Зьрудла (Нижньосілезьке воєводство)
Зьрудла (пол. Źródła, нім. Borne) — село в Польщі, у гміні Менкіня Сьредського повіту Нижньосілезького воєводства.
Населення — 371 особа (2011).
У 1975-1998 роках село належало до Вроцлавського воєводства.

## Демографія
Демографічна структура станом на 31 березня 2011 року:
|          | Загалом | Допрацездатний вік | Працездатний вік | Постпрацездатний вік |
| -------- | ------- | ------------------ | ---------------- | -------------------- |
| Чоловіки | 177     | 35                 | 125              | 17                   |
| Жінки    | 194     | 35                 | 122              | 37                   |
| Разом    | 371     | 70                 | 247              | 54                   |